# Mistrzostwa Świata w Piłce Nożnej Plażowej 2011
XV Mistrzostwa Świata w Piłce Nożnej Plażowej – turniej piłki nożnej plażowej, który odbył się w dniach 1–11 września 2011 roku w Rawennie we Włoszech pod patronatem FIFA i Beach Soccer Worldwide, w którym wyłoniony został mistrz świata w plażowej piłce nożnej.

## Uczestnicy mistrzostw
| Drużyna    | Strefa kwalifikacyjna | Liczba występów do tej pory | Najlepszy wynik                                                                            | Ostatni występ |
| ---------- | --------------------- | --------------------------- | ------------------------------------------------------------------------------------------ | -------------- |
| Iran       | Azja                  | 3                           | Faza grupowa (2006, 2007, 2008)                                                            | 2008           |
| Japonia    | Azja                  | 8                           | IV miejsce (2000, 2006)                                                                    | 2009           |
| Oman       | Azja                  | debiutant                   | debiutant                                                                                  | debiutant      |
| Nigeria    | Afryka                | 3                           | Ćwierćfinał (2007)                                                                         | 2009           |
| Senegal    | Afryka                | 2                           | Ćwierćfinał (2007)                                                                         | 2008           |
| Salwador   | Ameryka Północna      | 2                           | Faza grupowa (2008, 2009)                                                                  | 2009           |
| Meksyk     | Ameryka Północna      | 2                           | II miejsce (2007)                                                                          | 2008           |
| Argentyna  | Ameryka Południowa    | 13                          | III miejsce (2001)                                                                         | 2009           |
| Brazylia   | Ameryka Południowa    | 15                          | Mistrzostwo (1995, 1996, 1997, 1998, 1999, 2000, 2002, 2003, 2004, 2006, 2007, 2008, 2009) | 2009           |
| Wenezuela  | Ameryka Południowa    | 2                           | Ćwierćfinał (2000)                                                                         | 2001           |
| Tahiti     | Oceania               | debiutant                   | debiutant                                                                                  | debiutant      |
| Włochy     | Europa                | 14                          | II miejsce (2008)                                                                          | 2009           |
| Portugalia | Europa                | 13                          | Mistrzostwo (2001)                                                                         | 2009           |
| Rosja      | Europa                | 4                           | Ćwierćfinał (2008, 2009)                                                                   | 2009           |
| Szwajcaria | Europa                | 2                           | II miejsce (2009)                                                                          | 2009           |
| Ukraina    | Europa                | 1                           | Ćwierćfinał (2005)                                                                         | 2005           |

## Faza grupowa
Cztery grupy po cztery zespoły, każdy z każdym, jeden mecz. Dwa najlepsze zespoły awansują do ćwierćfinałów.
Legenda do tabeli:
- Miejsce – miejsce
- Mecze – liczba meczów
- Zwyc. – zwycięstwa
- Zw.pd. – zwycięstwa po dogrywce lub karnych
- Por. – porażki
- Bramki – różnica bramek
- Pkt – punkty

Czas:
Godzina rozegrania meczu przeliczona jest na czas Polski.

### Grupa A
| Miejsce | Drużyna    | Mecze | Punkty | Zwyc. | Zw.pd. | Por. | Bramki |
| ------- | ---------- | ----- | ------ | ----- | ------ | ---- | ------ |
| 1       | Włochy     | 3     | 7      | 1     | 2      | 0    | 13-12  |
| 2       | Senegal    | 3     | 5      | 1     | 1      | 1    | 17-15  |
| 3       | Szwajcaria | 3     | 3      | 1     | 0      | 2    | 16-15  |
| 4       | Iran       | 3     | 0      | 0     | 0      | 3    | 13-17  |

| 1 września 2011 17:00 | Szwajcaria · Dejan Stanković 6'40'', 19'58'', 21'37'' · Mo Jaeggy 17'16'', 32'45'' · Al Seyni Ndiaye 24'26'' (sam.) · Libasse Diagne 27'17'' (sam.) · Stephan Leu 32'27'' | 8:8 (dogr.) k. 0:1(1:4, 3:4, 4:0) | Senegal · 2'56'', 3'51'', 21'52'' Pape Koukpaki · 5'51'' Ndiaga Mbaye · 10'03'', 23'03'' Ngalla Sylla · 13'09'' Libasse Diagne · 19'47'' Ibrahima Bakhoum | Stadio del Mare, Rawenna Widzów: 4 500 Sędzia: Juan Rodríguez |
|                       | |                                   | |                                                               |

| 1 września 2011 18:30 | Włochy · Giuseppe Soria 7'23'' (k), 28'27'' · Matteo Marrucci 19'33'' · Gabriele Gori 19'58'' · Francesco Corosiniti 26'42'' · Franco Palma 28'57'' | 6:6 (dogr.) k. 5:4(1:1, 3:3, 2:2) | Iran · 5'40'' (k) Mehdi Hassani · 12'42'' Ali Naderi · 15'53'', 27'46'' Hassan Abdollahi · 21'56'', 35'01'' Farid Boulokbashi | Stadio del Mare, Rawenna Widzów: 5 000 Sędzia: Javier Bentancor |
|                       | |                                   | |                                                                 |

| 3 września 2011 15:30 | Iran · Mohammad Mokhtari 8'05'', 20'32'' · Mohammad Ahmadzadeh 28'30'' · Hassan Abdollahi 35'35'' | 4:6(1:5, 1:0, 2:1) | Szwajcaria · 3'52'' Valentin Jaeggy · 8'09'' Sandro Spaccarotella · 8'26'' Mo Jaeggy · 9'49'' Michael Rodrigues · 10'43'' Angelo Schirinzi · 35'59'' Stephan Leu | Stadio del Mare, Rawenna Widzów: 3 650 Sędzia: Ruben Eiriz |
|                       |                                                                                                   |                    | |                                                            |

| 3 września 2011 18:30 | Senegal · Ndiaga Mbaye 26'21'', 33'58'' · Pepe Koupaki 35'07'', 35'17'' | 4:4 (dogr.) k. 2:3(0:2, 0:0, 4:2) | Włochy · 0'15'' Simone Feudi · 7'56'', 35'09'', 35'20'' Paolo Palmacci | Stadio del Mare, Rawenna Widzów: 5 500 Sędzia: Jelili Ogunmuyiwa |
|                       |                                                                         |                                   |                                                                        |                                                                  |

| 5 września 2011 15:30 | Iran · Mehdi Hassani 15'32'' · Moslem Mesigar 18'17'' · Farid Boloukbashi 30'49'' | 3:5(0:3, 2:1, 1:1) | Senegal · 0'06'', 3'43'' Ndiaga Mbaye · 8'25'', 35'41'' Babacar Fall · 23'08'' Cheikh Ba | Stadio del Mare, Rawenna Widzów: 3 500 Sędzia: Miguel Lopez |
|                       |                                                                                   |                    |                                                                                          |                                                             |

| 5 września 2011 18:30 | Włochy · Giuseppe Soria 23'40'' · Francesco Corosiniti 26'43'', 35'06'' | 3:2(0:1, 1:0, 2:1) | Szwajcaria · 8'27'' Stephan Leu · 35'05'' Dejan Stankovic | Stadio del Mare, Rawenna Widzów: 5 500 Sędzia: Istvan Mesaros |
|                       |                                                                         |                    |                                                           |                                                               |

### Grupa B
| Miejsce | Drużyna    | Mecze | Punkty | Zwyc. | Zw.pd. | Por. | Bramki |
| ------- | ---------- | ----- | ------ | ----- | ------ | ---- | ------ |
| 1       | Portugalia | 3     | 9      | 3     | 0      | 0    | 24-5   |
| 2       | Salwador   | 3     | 6      | 2     | 0      | 1    | 10-17  |
| 3       | Argentyna  | 3     | 3      | 1     | 0      | 2    | 6-10   |
| 4       | Oman       | 3     | 0      | 0     | 0      | 3    | 7-15   |

| 1 września 2011 15:30 | Argentyna · Javier Vivas 6'07'' · German Spinelli 20'03'' · Sebastian Larreta 26'06'' | 3:1(0:1, 2:0, 1:0) | Oman · 1'00'' Jalal Al Sinani | Stadio del Mare, Rawenna Widzów: 3 000 Sędzia: Ruben Eiriz |
|                       |                                                                                       |                    |                               |                                                            |

| 1 września 2011 20:00 | Salwador · Agustin Ruiz 16'03'' (k) · Frank Velásquez 27'46'' | 2:11(0:4, 1:4, 1:3) | Portugalia · 0'07'', 1'44'', 4'57'' Madjer · 0'26'' (k), 31'08'' Belchior · 14'31'', 26'25'' Coimbra · 16'14'', 16'39'' Alan · 21'50'' Lúcio · 23'34'' Bruno Novo | Stadio del Mare, Rawenna Widzów: 2 000 Sędzia: Tasuku Onodera |
|                       |                                                               |                     | |                                                               |

| 3 września 2011 17:00 | Portugalia · Madjer 03'01'', 16'27'', 23'29'', 33'41'' · Belchior 22'18'' | 5:0(1:0, 2:0, 2:0) | Argentyna | Stadio del Mare, Rawenna Widzów: 4 500 Sędzia: Aleksandr Bieriezkin |
|                       |                                                                           |                    |           |                                                                     |

| 3 września 2011 20:00 | Oman · Jalal Al Sinani 11'33'', 33'26'' · Hani Al Dhabat 33'15'' | 3:4(1:0, 0:1, 2:3) | Salwador · 15'52'' Elias Ramirez · 24'19'' Tomas Hernandez · 25'18'' (sam.) Nasser Al Mukhaini · 35'34'' Agustin Ruiz | Stadio del Mare, Rawenna Widzów: 1 500 Sędzia: Said Hachim |
|                       |                                                                  |                    | |                                                            |

| 5 września 2011 17:00 | Portugalia · Madjer 2'50'', 32'10'' · Pablo Graca 8'46'' · Lúcio 11'33'', 33'04'' · Jahja 17'46'' (sam) · Duarte 21'03'' (k) · Belchior 26'04'' | 8:3(3:0, 2:1, 3:2) | Oman · 23'33'' Is'haq Al Qassimi · 27'15'' Nasser Al Mukhaini · 30'39'' Khalid Al Rajhi | Stadio del Mare, Rawenna Widzów: 4 130 Sędzia: José Cortez |
|                       | |                    |                                                                                         |                                                            |

| 5 września 2011 20:00 | Salwador · Frank Velásquez 18'13'' · Agustin Ruiz 23'48'' · Jose Membreno 31'24'' · Walter Torres 35'18'' | 4:3(0:0, 2:2, 2:1) | Argentyna · 18'41'' Luciano Franceschini · 18'56'', 35'50'' Jonathan Levi | Stadio del Mare, Rawenna Widzów: 1 330 Sędzia: Jelili Ogunmuyiwa |
|                       | |                    |                                                                           |                                                                  |

### Grupa C
| Miejsce | Drużyna   | Mecze | Punkty | Zwyc. | Zw.pd. | Por. | Bramki |
| ------- | --------- | ----- | ------ | ----- | ------ | ---- | ------ |
| 1       | Rosja     | 3     | 9      | 3     | 0      | 0    | 20-7   |
| 2       | Nigeria   | 3     | 6      | 1     | 0      | 1    | 13-12  |
| 3       | Tahiti    | 3     | 3      | 1     | 0      | 2    | 6-11   |
| 4       | Wenezuela | 3     | 0      | 0     | 0      | 3    | 8-17   |

| 2 września 2011 15:30 | Nigeria · Isiaka Olawale 5'00'' · Victor Tale 23'09'' · Musa Najare 23'21'' · Ogbonnaya Okemmiri 24'51'' | 4:8(1:4, 2:3, 1:1) | Rosja · 3'00'', 18'13'' Jegor Jeremiew · 4'03'' Jurij Gorczinskij · 6'51'', 11'26'' Jegor Szajkow · 22'02'' Aleksiej Makarow · 23'43'' Ilja Leonow · 35'56'' Anton Szkarin | Stadio del Mare, Rawenna Widzów: 1 000 Sędzia: José Cortez |
|                       | |                    | |                                                            |

| 2 września 2011 20:00 | Tahiti · Teva Zaveroni 6'15'', 19'06'' · Naea Bennett 15'22'' · Marama Amau 17'55'' · Tearii Labaste 32'55'' | 5:2(1:1, 3:1, 1:0) | Wenezuela · 6'17'' Edgar Quintero · 21'50'' Carlos Longa | Stadio del Mare, Rawenna Widzów: 1 500 Sędzia: István Mészáros |
|                       | |                    |                                                          |                                                                |

| 4 września 2011 17:00 | Wenezuela · Edgar Quintero 5'00'' · Nelson Nwosu 18'46'' (sam.) · Kevin Camargo 26'46'' | 3:5(1:2, 1:1, 1:2) | Nigeria · 8'16'', 11'00'' Isiaka Olawale · 23'19'', 26'25'' Victor Tale · 35'13'' Nelson Nwosu | Stadio del Mare, Rawenna Widzów: 3 750 Sędzia: Oscar Arosemena |
|                       |                                                                                         |                    |                                                                                                |                                                                |

| 4 września 2011 20:00 | Rosja · Jegor Szajkow 17'00'' · Jegor Jeremiew 27'05'' · Jurij Kraszeninnikow 27'39'' · Ilja Leonow 29'35'' · Aleksiej Makarow 33'21'' | 5:0(0:0, 1:0, 4:0) | Tahiti | Stadio del Mare, Rawenna Widzów: 1 000 Sędzia: Suwat Wongsuwan |
|                       | |                    |        |                                                                |

| 6 września 2011 17:00 | Wenezuela · Marcos Monsalve 10'33'' · Francisco Landaeta 21'31'' · Gian Luca Cardone 35'11'' | 3:7(1:0, 1:4, 1:3) | Rosja · 15'03'', 20'04'', 21'18'' Dmitrij Sziszin · 16'38'' Anton Szakarin · 27'12'' Ilja Leonow · 30'14'', 34'07'' Jurij Kraszeninnikow | Stadio del Mare, Rawenna Widzów: 2 150 Sędzia: Ebrahim Almansory |
|                       |                                                                                              |                    | |                                                                  |

| 6 września 2011 20:00 | Tahiti · Teva Zaveroni 15'37'' | 1:4(0:0, 1:3, 0:1) | Nigeria · 13'16'', 19'11'' Victor Tale · 19'44'' (k) Musa Najare · 30'26'' Ogbonnaya Okemmiri | Stadio del Mare, Rawenna Widzów: 1 740 Sędzia: Ivo De Moraes |
|                       |                                |                    |                                                                                               |                                                              |

### Grupa D
| Miejsce | Drużyna  | Mecze | Punkty | Zwyc. | Zw.pd. | Por. | Bramki |
| ------- | -------- | ----- | ------ | ----- | ------ | ---- | ------ |
| 1       | Brazylia | 3     | 8      | 2     | 1      | 0    | 11-7   |
| 2       | Meksyk   | 3     | 5      | 1     | 1      | 1    | 6-8    |
| 3       | Ukraina  | 3     | 3      | 1     | 0      | 2    | 8-6    |
| 4       | Japonia  | 3     | 0      | 0     | 0      | 3    | 6-10   |

| 2 września 2011 17:00 | Japonia · Shusei Yamauchi 11'01'' · Shunta Suzuki 30'29'' | 2:3(1:0, 0:2, 1:1) | Meksyk · 21'02'' (k) Angel Rodriguez · 23'58'' Jose Cervantes · 29'26'' Ricardo Villalobos | Stadio del Mare, Rawenna Widzów: 3 000 Sędzia: Tomasz Winiarczyk |
|                       |                                                           |                    |                                                                                            |                                                                  |

| 2 września 2011 18:30 | Brazylia · Benjamin 4'18'' · Sidney 15'02'', 26'40'' | 3:3 (dogr.) k. 2:1(1:0, 1:2, 1:1) | Ukraina · 15'25'' Ihor Borsuk · 16'59'' Ołeh Zborowskij · 23'53'' Ołeksandr Korniczuk | Stadio del Mare, Rawenna Widzów: 5 000 Sędzia: Oscar Arosemena |
|                       |                                                      |                                   |                                                                                       |                                                                |

| 4 września 2011 15:30 | Ukraina · Roman Paczew 0'02'' · Serhij Bożenko 18'09'' · Ołeh Zborowskij 19'47'' · Ołeh Mozgowyj 32'41'' | 4:2(1:0, 2:1, 1:1) | Japonia · 10'29'' Hirofumi Oda · 29'06'' Masayuki Komaki | Stadio del Mare, Rawenna Widzów: 2 870 Sędzia: Ebrahim Almansory |
|                       | |                    |                                                          |                                                                  |

| 4 września 2011 18:30 | Meksyk · Morgan Plata 2'57'', 23'31'' (k) | 2:5(1:2, 1:3, 0:0) | Brazylia · 4'18'' Benjamin · 9'02'' Betinho · 16'28'' (k) Andre · 20'48'' Buru · 23'16'' Jorginho | Stadio del Mare, Rawenna Widzów: 5 230 Sędzia: Aleksandr Bieriezkin |
|                       |                                           |                    |                                                                                                   |                                                                     |

| 6 września 2011 15:30 | Ukraina · Anton Butko 5'41'' | 1:1 (dogr.) k. 0:1(1:0, 0:0, 0:1) | Meksyk · 32'29'' Francisco Cati | Stadio del Mare, Rawenna Widzów: 2 000 Sędzia: Tomasz Winiarczyk |
|                       |                              |                                   |                                 |                                                                  |

| 6 września 2011 18:30 | Brazylia · Andre 11'57'', 26'12'' · Benjamin 24'18'' | 3:2(1:1, 0:1, 2:0) | Japonia · 4'04'' Shusei Yamauchi · 18'56'' (k) Masayuki Komaki | Stadio del Mare, Rawenna Widzów: 4 500 Sędzia: Ruben Eiriz |
|                       |                                                      |                    |                                                                |                                                            |

## Faza pucharowa
|  |              |              |              |            |   |           |           |            |                   |                   |                   |       |       |
|  | Ćwierćfinały | Ćwierćfinały | Ćwierćfinały |            |   | Półfinały | Półfinały | Półfinały  |                   |                   | Finał             | Finał | Finał |
|  | Ćwierćfinały | Ćwierćfinały | Ćwierćfinały |            |   | Półfinały | Półfinały | Półfinały  |                   |                   | Finał             | Finał | Finał |
|  |              |              |              |            |   |           |           |            |                   |                   |                   |       |       |
|  |              |              |              |            |   |           |           |            |                   |                   |                   |       |       |
|  | Włochy       | Włochy       | 5            |            |   |           |           |            |                   |                   |                   |       |       |
|  | Włochy       | Włochy       | 5            |            |   |           |           |            |                   |                   |                   |       |       |
|  | Salwador     | Salwador     | 6            |            |   |           |           |            |                   |                   |                   |       |       |
|  | Salwador     | Salwador     | 6            |            |   | Salwador  | Salwador  | 3          |                   |                   |                   |       |       |
|  |              |              |              |            |   | Salwador  | Salwador  | 3          |                   |                   |                   |       |       |
|  |              |              | Rosja        | Rosja      | 7 |           |           |            |                   |                   |                   |       |       |
|  | Rosja        | Rosja        | Rosja        | Rosja      | 7 | 5         |           |            |                   |                   |                   |       |       |
|  | Rosja        | Rosja        |              |            |   |           |           |            |                   |                   |                   |       |       |
|  | Meksyk       | Meksyk       | 3            |            |   |           |           |            |                   |                   |                   |       |       |
|  | Meksyk       | Meksyk       | 3            |            |   | Rosja     | Rosja     | 12         |                   |                   |                   |       |       |
|  |              |              |              |            |   |           | Rosja     | 12         |                   |                   |                   |       |       |
|  |              |              | Brazylia     | Brazylia   | 8 |           |           |            |                   |                   |                   |       |       |
|  | Brazylia     | Brazylia     | Brazylia     | Brazylia   | 8 | 10        |           |            |                   |                   |                   |       |       |
|  | Brazylia     | Brazylia     |              |            |   |           |           |            |                   |                   |                   |       |       |
|  | Nigeria      | Nigeria      | 8            |            |   |           |           |            |                   |                   |                   |       |       |
|  | Nigeria      | Nigeria      | 8            |            |   | Brazylia  | Brazylia  | 4          | Mecz o 3. miejsce | Mecz o 3. miejsce | Mecz o 3. miejsce |       |       |
|  |              |              |              |            |   | Brazylia  | Brazylia  | 4          | Mecz o 3. miejsce | Mecz o 3. miejsce | Mecz o 3. miejsce |       |       |
|  |              |              | Portugalia   | Portugalia | 1 |           |           |            |                   |                   |                   |       |       |
|  | Portugalia   | Portugalia   | Portugalia   | Portugalia | 1 | 4 (3)     |           |            |                   |                   |                   |       |       |
|  | Portugalia   | Portugalia   |              |            |   |           |           | Salwador   | Salwador          | 2                 |                   |       |       |
|  | Senegal      | Senegal      | 4 (2)        |            |   |           |           |            | Salwador          | 2                 |                   |       |       |
|  | Senegal      | Senegal      | 4 (2)        |            |   |           |           | Portugalia | Portugalia        | 3                 |                   |       |       |
|  |              |              |              |            |   |           |           |            | Portugalia        | 3                 |                   |       |       |

### Ćwierćfinały
| 8 września 2011 15:30 | Rosja · Ilja Leonow 1'59'' · Jegor Szajkow 13'18'' · Jurij Kraszeninnikow 15'01'' · Jurij Gorczinskij 22'10'' · Jegor Jeremiew 26'21'' | 5:3(1:1, 3:0, 1:2) | Meksyk · 9'34'' Antonio Barbosa · 30'05'' Ricardo Villalobos · 31'02'' Morgan Plata | Stadio del Mare, Rawenna Widzów: 4 500 Sędzia: István Mészáros |
|                       | |                    |                                                                                     |                                                                |

| 8 września 2011 17:00 | Portugalia · Madjer 4'26'' · Belchior 4'53'' · Torres 9'40'' · Jordan 22'35'' | 4:4 (dogr.) k. 3:2(3:1, 1:2, 0:1) | Senegal · 4'25'' Pape Koukpaki · 12'32'' (k), 12'45'' Ngalla Sylla · 35'15'' (k) Libasse Diagne | Stadio del Mare, Rawenna Widzów: 5 500 Sędzia: Tasuku Onodera |
|                       |                                                                               |                                   |                                                                                                 |                                                               |

| 8 września 2011 18:30 | Włochy · Paolo Palmacci 3'30'', 17'07'', 30'19'' (k), 33'17'' · Franco Palma 14'23'' | 5:6 (dogr.)(1:1, 2:3, 2:1) | Salwador · 11'12'', 17'04'', 32'39'', 37'41'' Frank Velásquez · 21'26'' Agustin Ruiz · 23'59'' Tomas Hernandez | Stadio del Mare, Rawenna Widzów: 5 500 Sędzia: José Cortez |
|                       |                                                                                      |                            | |                                                            |

| 8 września 2011 20:00 | Brazylia · Andre 9'02'', 10'43'', 11'43'', 29'08'', 36'12'' · Anderson 15'51'' · Buru 23'53'' · Jorginho 32'30'' · Benjamin 33'46'' · Bruno 36'47'' (k) | 10:8 (dogr.)(3:1, 2:4, 3:3) | Nigeria · 9'05'' Musa Najare · 12'43'', 15'48'', 17'08'', 35'16'' Bartholomew Ibenegbu · 14'47'', 34'29'' James Okwuosa · 35'28'' Victor Tale | Stadio del Mare, Rawenna Widzów: 4 320 Sędzia: Aleksandr Bieriezkin |
|                       | |                             | |                                                                     |

### Półfinały
| 10 września 2011 17:00 | Salwador · Agustin Ruiz 6'22'' · Frank Velásquez 16'45'', 19'27'' | 3:7(1:4, 2:2, 0:1) | Rosja · 4'36'' Dmitrij Szyszyn · 4'49'' Ilja Leonow · 8'36'', 18'30'' Jegor Szajkow · 9'47'' Aleksej Makarow · 21'25'' Jegor Jeremiew · 34'23'' Jurij Gorczinskij | Stadio del Mare, Rawenna Widzów: 5 200 Sędzia: Jelili Ogunmuyiwa |
|                        |                                                                   |                    | |                                                                  |

| 10 września 2011 18:30 | Brazylia · Betinho 13'49'' · Sidney 15'47'', 28'48'' · Bruno 32'21'' | 4:1(0:1, 2:0, 2:0) | Portugalia · 4'57'' Alan | Stadio del Mare, Rawenna Widzów: 5 500 Sędzia: Ruben Eiriz |
|                        |                                                                      |                    |                          |                                                            |

### Mecz o 3. miejsce
| 11 września 2011 17:00 | Salwador · Wilber Alvarado 1'38'' · Frank Velásquez 18'09'' | 2:3(1:1, 1:1, 0:1) | Portugalia · 5'31'', 24'19'' Madjer · 14'28'' (k) Belchior | Stadio del Mare, Rawenna Widzów: 5 500 Sędzia: Said Hachim |
|                        |                                                             |                    |                                                            |                                                            |

### Finał
| 11 września 2011 18:30 | Rosja · Jegor Szajkow 1'50'', 5'26'' · Ilja Leonow 7'19'', 24'01'' · Jegor Jeremiew 12'14'', 18'16'' · Aleksiej Makarow 14'19'', 19'46'' · Betinho 20'16'' (sam.) · Dmitrij Szyszyn 20'44'', 30'25'', gol' (31'02') | 12:8(3:2, 6:2, 3:4) | Brazylia · 7'46'' (k), 10'22'', 29'54'', 32'39'', 33'14'', 34'01'' Andre · 16'03'' Betinho · 21'35'' Sidney | Stadio del Mare, Rawenna Widzów: 5 500 Sędzia: José Cortez |
|                        | |                     | |                                                            |

## Nagrody
| Adidas Złota piłka    | Adidas Srebrna piłka | Adidas Brązowa piłka |
| --------------------- | -------------------- | -------------------- |
| Ilja Leonow           | Andre                | Frank Velásquez      |
| Adidas Złoty but      | Adidas Srebrny but   | Adidas Brązowy but   |
| Andre                 | Madjer               | Frank Velásquez      |
| 14 goli               | 12 goli              | 9 goli               |
| Adidas Złota rękawica |                      |                      |
| Andriej Buklicki      |                      |                      |
| FIFA Fair Play Award  |                      |                      |
| Nigeria               |                      |                      |

## Najlepsi strzelcy
14 goli
- Andre

12 goli
- Madjer

9 goli
- Frank Velásquez

8 goli
- Jegor Szajkow

7 goli
- Paolo Palmacci
- Dmitrij Szyszyn
- Ilja Leonow
- Jegor Jeremiew

6 goli
- Pape Koukpaki
- Belchior
- Victor Tale

5 goli
- 4 zawodników

4 gole
- 6 zawodników

3 gole
- 14 zawodników

2 gole
- 18 zawodników

1 gol
- 52 zawodników

## Klasyfikacja końcowa
| Rank | Team       |
| ---- | ---------- |
| 1    | Rosja      |
| 2    | Brazylia   |
| 3    | Portugalia |
| 4    | Salwador   |
| 5    | Włochy     |
| 6    | Nigeria    |
| 7    | Senegal    |
| 8    | Meksyk     |
| 9    | Ukraina    |
| 10   | Szwajcaria |
| 11   | Argentyna  |
| 12   | Tahiti     |
| 13   | Iran       |
| 14   | Japonia    |
| 15   | Oman       |
| 16   | Wenezuela  |